# الیزابت-سوفین-کوگ
الیزابت-سوفین-کوگ (به آلمانی: Elisabeth-Sophien-Koog) یک شهر در آلمان است که در نوردفرایسلند واقع شده‌است.
 الیزابت-سوفین-کوگ  ۴۵ نفر جمعیت دارد.